# Republikens plats (tunnelbanestation)
Republikens plats (armeniska: Հանրապետության Հրապարակ: Hanrapetutian Hraparak) är en tunnelbanestation på Jerevans tunnelbana i Armeniens huvudstad Jerevan. Den ligger i distriktet Kentron.
Tunnelbanestationen Republikens plats öppnades den 26 december 1981 som "Leninplatsen" och bytte namn 1991. Den har sitt namn efter Republikens plats, som den ligger under. 

## Bildgalleri

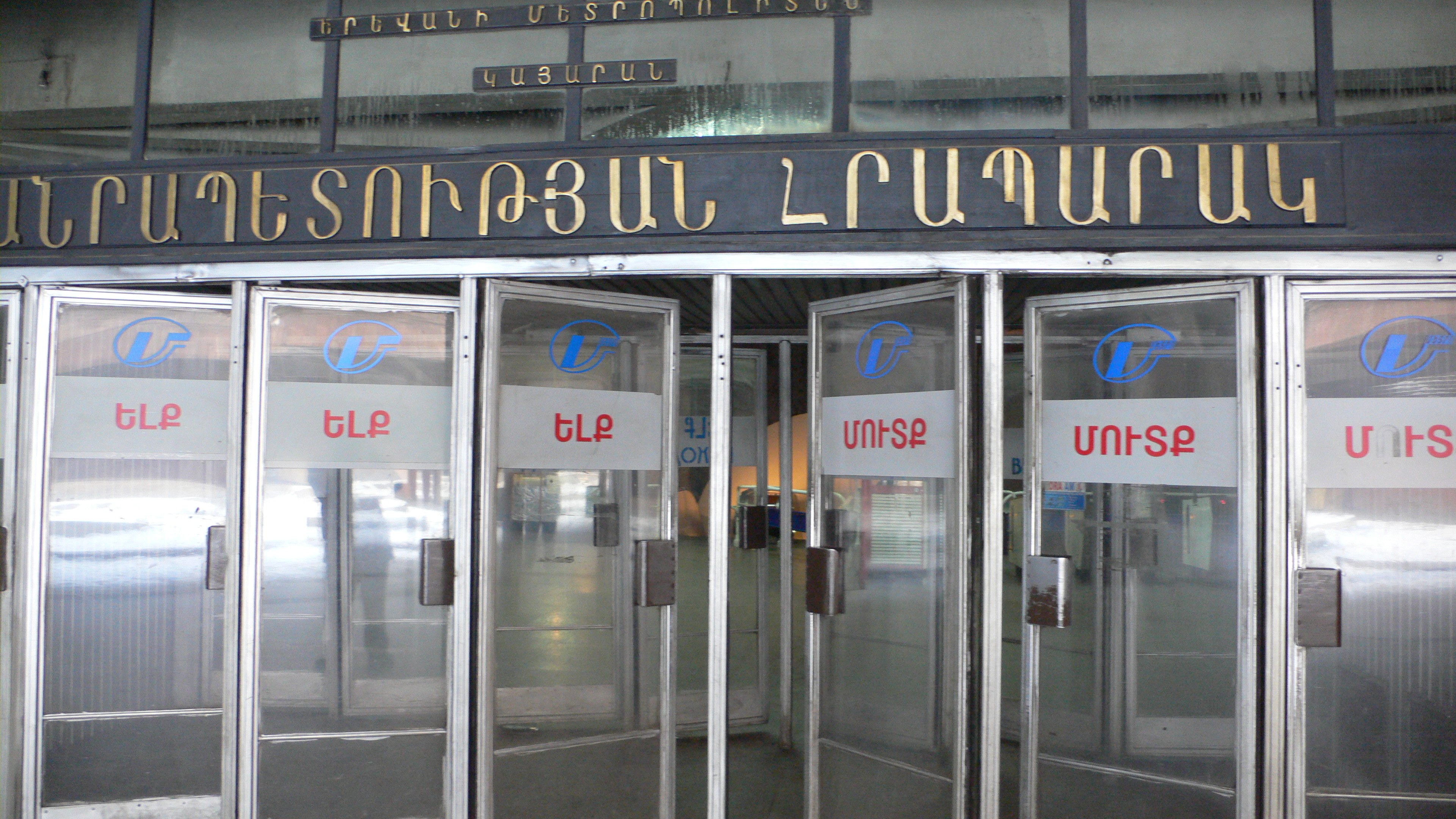
Ingång
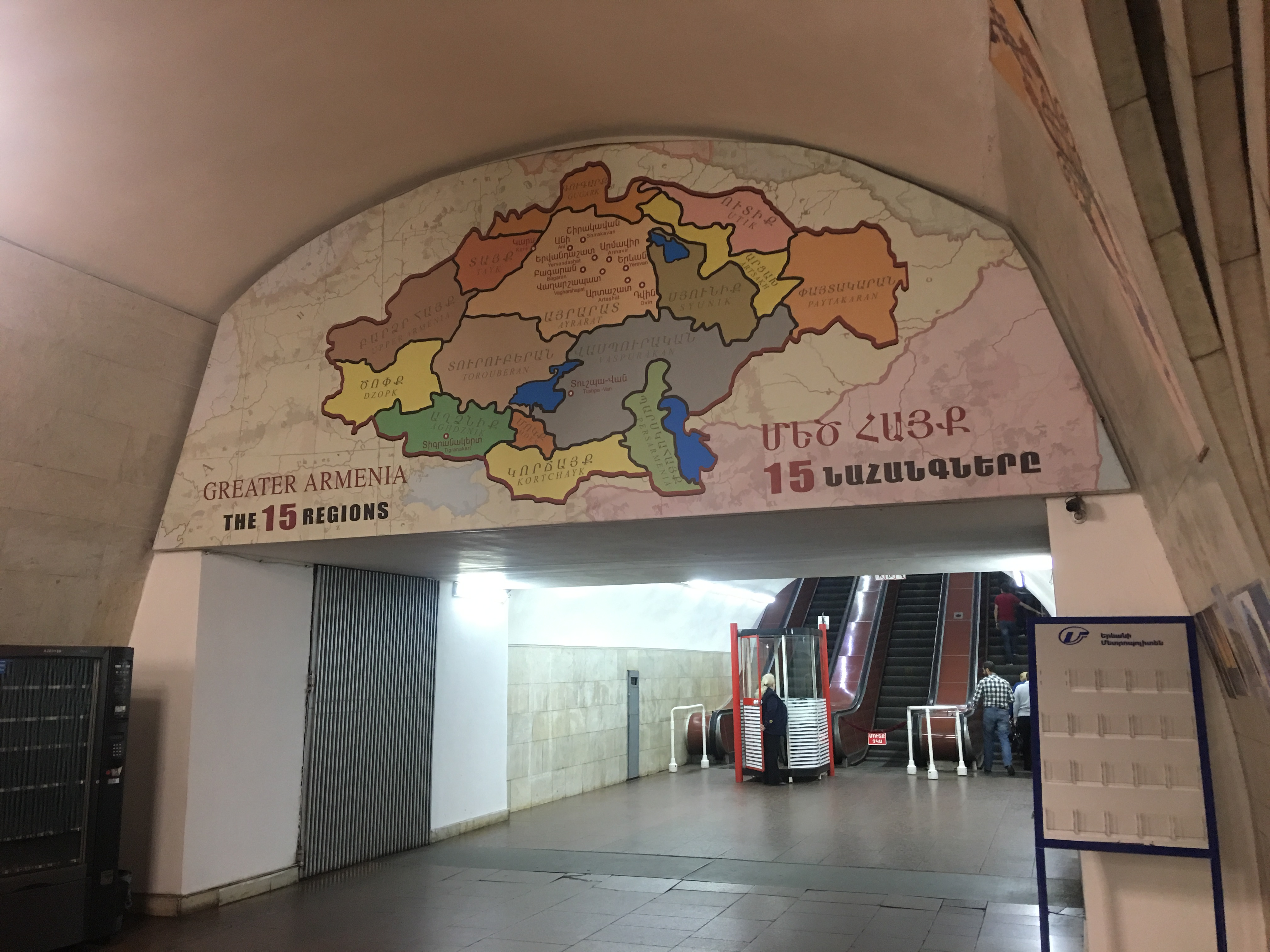
Interiör
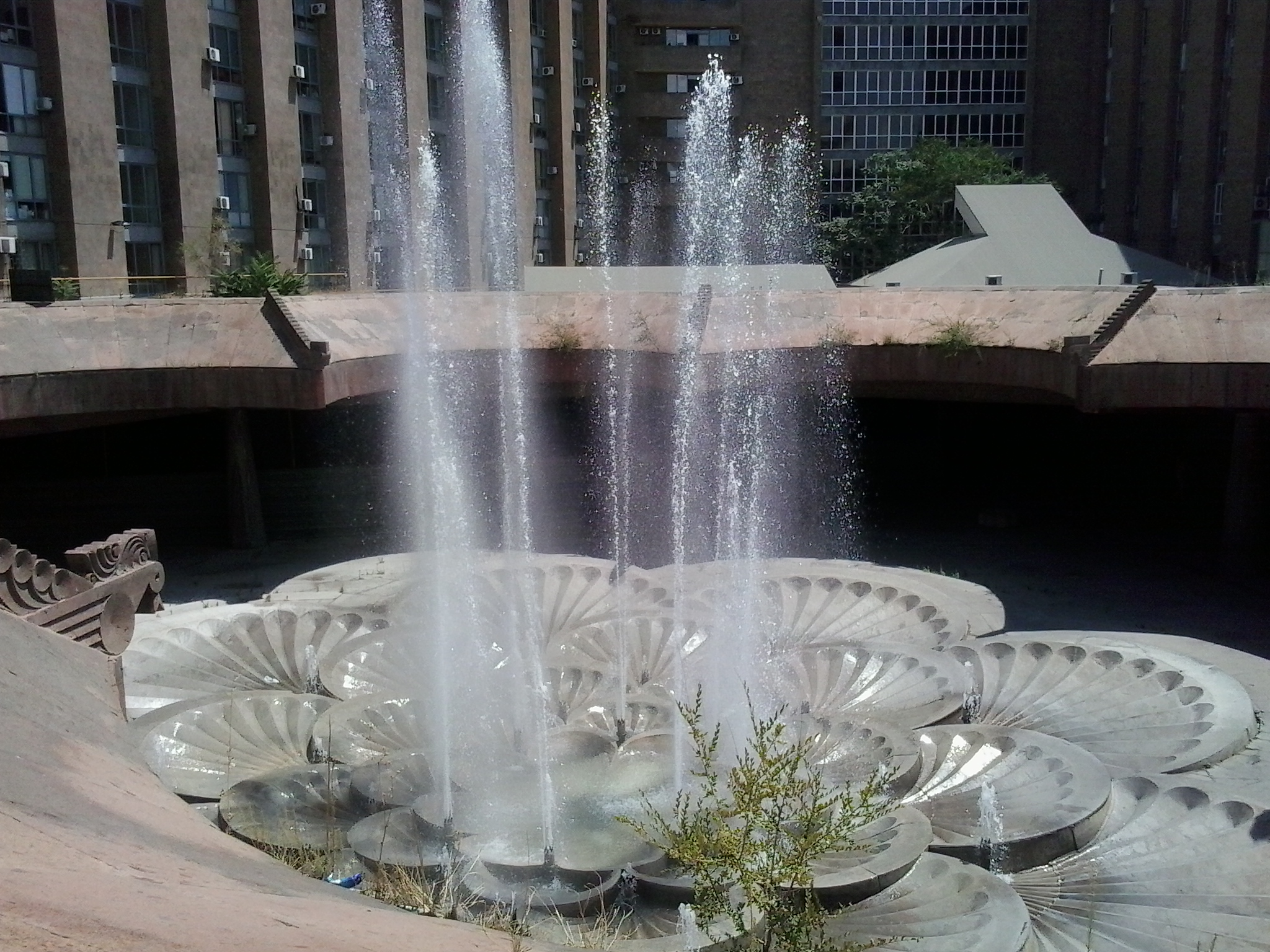
Fontäner
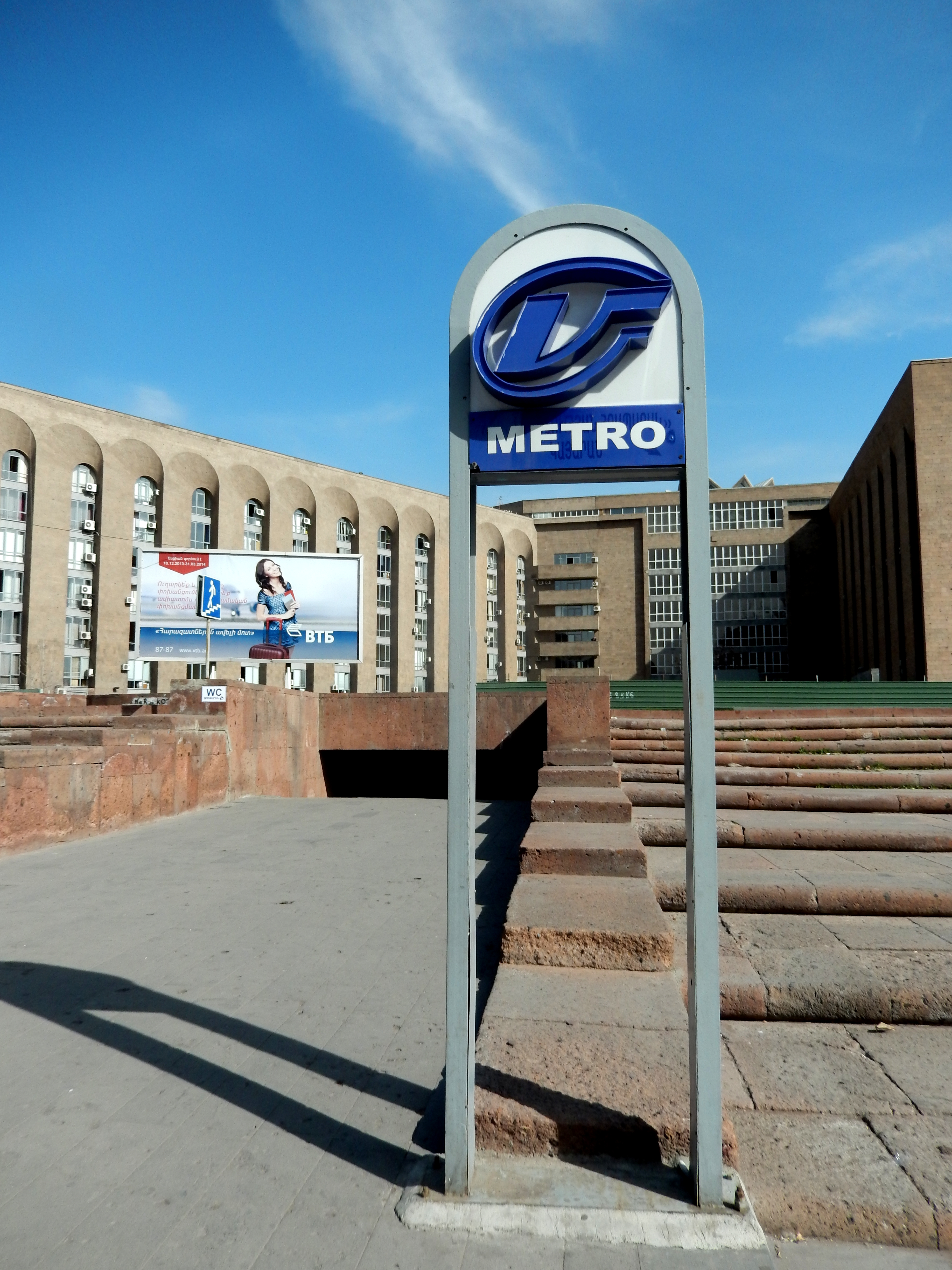
Stationsskylt
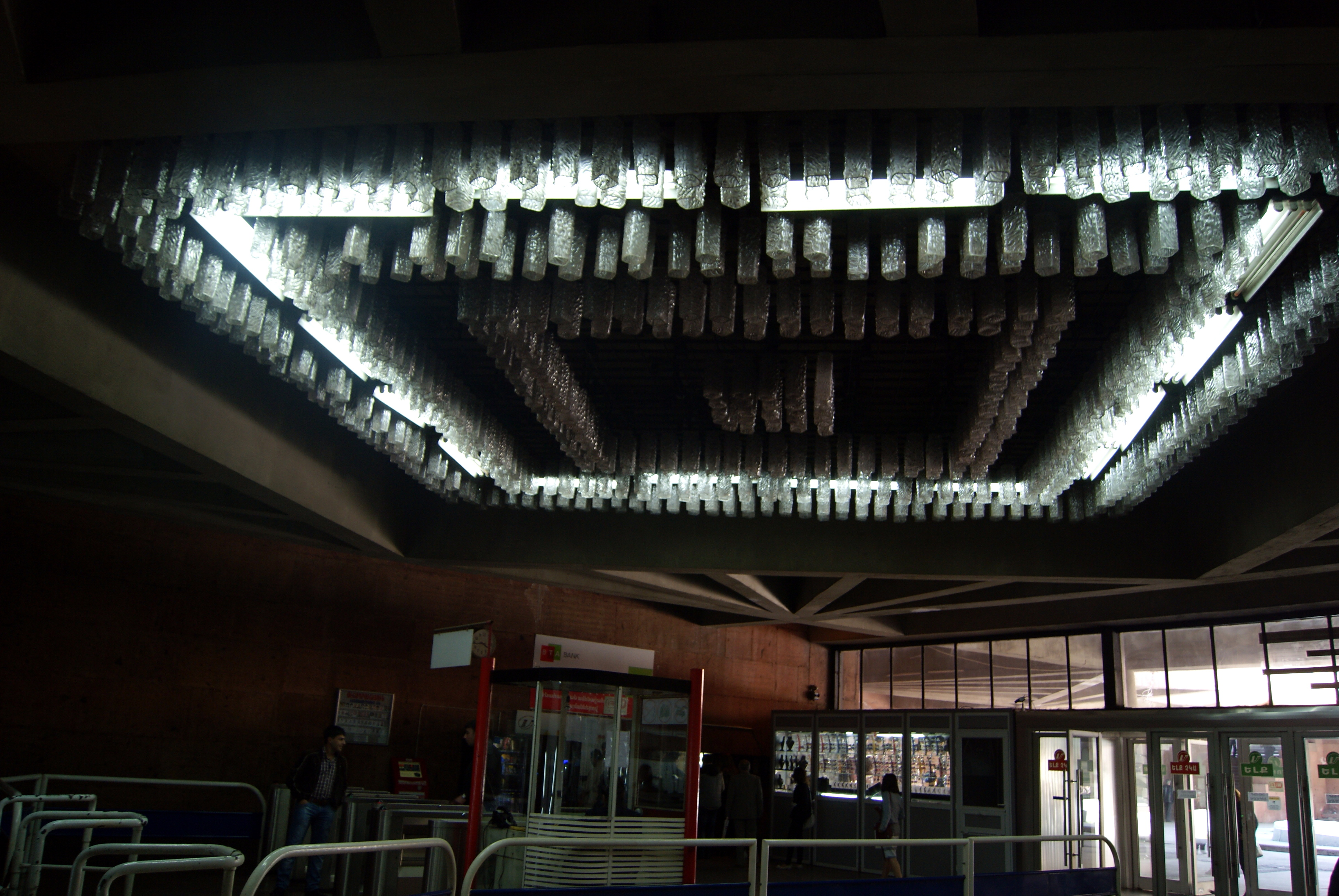
Belysningsarrangemang